# Yssouf Koné
Yssouf Koné (Korogho, 19 febbraio 1982) è un ex calciatore ivoriano naturalizzato burkinabé, che giocava come attaccante.

## Carriera
Prima di approdare al Cluj ha giocato nel campionato marocchino di calcio con Raja Casablanca e Olympique de Safi. Ha trascorso una stagione in Cina con il Qingdao Hailifeng.
Nel 2001 fu portato in Italia da Pantaleo Corvino, allora ds del Lecce, però non superò le visite mediche a causa di un'ipertrofia cardiaca.
Nel 2007, all'epoca al Rosenborg, era considerato il giocatore più importante del club norvegese.
Il 29 gennaio 2013, rescisse il contratto che lo legava al Vålerenga.

## Palmarès

### Club

#### Competizioni nazionali
- Campionato rumeno: 1

Cluj: 2009-2010

#### Competizioni internazionali
- Coppa CAF: 1

Raja Casablanca: 2003